# Madrid Open 2017
Il Madrid Open 2017, ufficialmente Mutua Madrid Open 2017 per motivi di sponsorizzazione, è stato un torneo di tennis disputato sulla terra rossa. È stata la 16ª edizione ATP e l'9ª edizione WTA del Madrid Open. Faceva parte della categoria ATP World Tour Masters 1000 nell'ambito dell'ATP World Tour 2016 e dei tornei Premier Mandatory nell'ambito del WTA Tour 2016. Entrambe le competizioni, maschile e femminile, si sono tenute alla Caja Mágica di Madrid, in Spagna,  dal 6 al 14 maggio 2017.

## Partecipanti ATP

### Teste di serie
| Nazione     | Giocatore          | Ranking* | Testa di serie |
| ----------- | ------------------ | -------- | -------------- |
| Regno Unito | Andy Murray        | 1        | 1              |
| Serbia      | Novak Đoković      | 2        | 2              |
| Svizzera    | Stan Wawrinka      | 3        | 3              |
| Spagna      | Rafael Nadal       | 5        | 4              |
| Canada      | Milos Raonic       | 6        | 5              |
| Giappone    | Kei Nishikori      | 7        | 6              |
| Croazia     | Marin Čilić        | 8        | 7              |
| Austria     | Dominic Thiem      | 9        | 8              |
| Belgio      | David Goffin       | 10       | 9              |
| Francia     | Jo-Wilfried Tsonga | 11       | 10             |
| Rep. Ceca   | Tomáš Berdych      | 12       | 11             |
| Bulgaria    | Grigor Dimitrov    | 13       | 12             |
| Francia     | Lucas Pouille      | 14       | 13             |
| Stati Uniti | Jack Sock          | 15       | 14             |
| Francia     | Gaël Monfils       | 16       | 15             |
| Australia   | Nick Kyrgios       | 17       | 16             |

* Ranking al 1º maggio 2017.

### Altri partecipanti
I seguenti giocatori hanno ricevuto una wild card per il tabellone principale:
- Nicolás Almagro
- Marius Copil
- Guillermo García López
- Tommy Robredo

Il seguente giocatore è entrato in tabellone con il ranking protetto:
- Tommy Haas

I seguenti giocatori sono passati dalle qualificazioni:

- Thomaz Bellucci
- Ernesto Escobedo
- Pierre-Hugues Herbert
- Denis Istomin
- Michail Kukuškin
- Andrej Kuznecov
- Adrian Mannarino

I seguenti giocatori sono entrati in tabellone come lucky loser:
- Borna Ćorić
- Jared Donaldson

## Partecipanti WTA

### Teste di serie
| Nazione     | Giocatrice               | Ranking* | Testa di serie |
| ----------- | ------------------------ | -------- | -------------- |
| Germania    | Angelique Kerber         | 2        | 1              |
| Rep. Ceca   | Karolína Plíšková        | 3        | 2              |
| Romania     | Simona Halep             | 4        | 3              |
| Slovacchia  | Dominika Cibulková       | 5        | 4              |
| Spagna      | Garbiñe Muguruza         | 6        | 5              |
| Regno Unito | Johanna Konta            | 7        | 6              |
| Polonia     | Agnieszka Radwańska      | 8        | 7              |
| Russia      | Svetlana Kuznecova       | 9        | 8              |
| Stati Uniti | Madison Keys             | 10       | 9              |
| Danimarca   | Caroline Wozniacki       | 11       | 10             |
| Ucraina     | Elina Svitolina          | 12       | 11             |
| Russia      | Elena Vesnina            | 14       | 12             |
| Russia      | Anastasija Pavljučenkova | 16       | 13             |
| Francia     | Kristina Mladenovic      | 17       | 14             |
| Rep. Ceca   | Barbora Strýcová         | 18       | 15             |
| Australia   | Samantha Stosur          | 19       | 16             |
| Croazia     | Mirjana Lučić-Baroni     | 20       | 17             |

* Ranking al 1º maggio 2017.

### Altre partecipanti
Le seguenti giocatrici hanno ricevuto una wild card per il tabellone principale:
- Lara Arruabarrena
- Sorana Cîrstea
- Francesca Schiavone
- Marija Šarapova
- Sara Sorribes Tormo

Le seguenti giocatrici sono passate dalle qualificazioni:

- Océane Dodin
- Mariana Duque Mariño
- Johanna Larsson
- Pauline Parmentier
- Andrea Petković
- Donna Vekić
- Wang Qiang
- Zheng Saisai

La seguente giocatrice è entrata in tabellone come lucky loser:
- Anett Kontaveit

## Punti e montepremi
Il montepremi è di € 6.408.230 per il torneo ATP e € 5.924.318 per il torneo WTA.
| Torneo              | Torneo              | V         | F       | SF      | QF      | 3T     | 2T     | 1T     | Q  | Q2    | Q1    |
| Singolare maschile  | Punti               | 1000      | 600     | 360     | 180     | 90     | 45     | 10     | 25 | 16    | 0     |
| Singolare maschile  | Premi in denaro (€) | 1.043.680 | 511.740 | 257.555 | 130.965 | 68.010 | 35.855 | 19.360 | 0  | 4.460 | 2.270 |
| Doppio maschile     | Punti               | 1000      | 600     | 360     | 180     | 90     | 0      | –      | –  | –     | –     |
| Doppio maschile     | Premi in denaro (€) | 323.200   | 158.240 | 79.360  | 40.740  | 21.060 | 0      | –      | –  | –     | –     |
| Singolare femminile | Punti               | 1000      | 650     | 390     | 215     | 120    | 65     | 10     | 30 | 20    | 1     |
| Singolare femminile | Premi in denaro ($) | 1.043.680 | 511.740 | 257.555 | 130.965 | 68.010 | 32.260 | 15.146 | 0  | 4.166 | 2.022 |
| Doppio femminile    | Punti               | 1000      | 650     | 390     | 215     | 120    | 10     | –      | –  | –     | –     |
| Doppio femminile    | Premi in denaro ($) | 323.200   | 158.240 | 79.360  | 40.740  | 20.606 | 10.610 | –      | –  | –     | –     |

## Campioni

### Singolare maschile
Rafael Nadal ha sconfitto in finale  Dominic Thiem con il punteggio di 7–6(8), 6-4.
- È il settantaduesimo titolo in carriera per Nadal, terzo della stagione e quinto complessivo a Madrid. È il secondo master mille della stagione e trentesimo della carriera.

### Singolare femminile
Simona Halep ha sconfitto in finale  Kristina Mladenovic con il punteggio di 7–5, 6(5)–7, 6–2.
- È il quindicesimo titolo in carriera per Halep, primo della stagione e secondo consecutivo a Madrid.

### Doppio maschile
Łukasz Kubot /  Marcelo Melo hanno sconfitto in finale  Nicolas Mahut /  Édouard Roger-Vasselin con il punteggio di 7-5, 6-3.

### Doppio femminile
Latisha Chan /  Martina Hingis hanno sconfitto in finale  Tímea Babos /  Andrea Sestini Hlaváčková con il punteggio di 6–4, 6–3.